# Каменная Сия
Каменная Сия — река в России, протекает по территории Турочакского района Республики Алтай. Длина реки — 11 км.
Начинается на склоне хребта Бийская Грива на границе Республики Алтай и Кемеровской области. Течёт в юго-западном направлении по горам, поросшим пихтово-берёзовым лесом. Устье реки находится в 33 км по правому берегу реки Сии на высоте чуть ниже 425 метров над уровнем моря.
Основные притоки — Каменный, Подвигинский, Белая (правые), Каменная Сия (левый).

## Данные водного реестра
По данным государственного водного реестра России относится к Верхнеобскому бассейновому округу, водохозяйственный участок реки — Бия, речной подбассейн реки — Бия и Катунь. Речной бассейн реки — (Верхняя) Обь до впадения Иртыша. Код водного объекта — 13010100212115100000786.